# هیفیلد (مینه‌سوتا)
هیفیلد، مینه‌سوتا (به انگلیسی: Hayfield, Minnesota) یک شهر در ایالات متحده آمریکا است که در شهرستان دوج واقع شده‌است.

## خصوصیات
هیفیلد ۳٫۲۹ کیلومترمربع مساحت و ۱٬۳۴۰ نفر جمعیت دارد و ۴۰۲ متر بالاتر از سطح دریا واقع شده‌است.